# Xilongue
Xilongue (Shillong; Inglês pronúncia: /ʃɪˈlɔːŋ/; Khasi: Shillong) é a maior cidade e a capital do estado indiano de Megalaia. É a sede do distrito de East Khasi Hills e está situada a uma altitude média de 4.908 pés (1.496 m) acima do nível do mar, com o ponto mais elevado sendo Shillong Peak em 6.449 pés (1.966 m). Shillong é a 330ª cidade mais populosa na Índia, com população de 143.007 de acordo com o censo de 2011.